# Ingeborga szwedzka
Ingeborga szwedzka, duń. Ingeborg (ur. ok. 1277, zm. 1319) – królowa Danii.
Była córką króla Szwecji Magnusa Ladulåsa i królowej Jadwigi holsztyńskiej (zm. 1324). W 1296 w Helsingborgu poślubiła króla Danii Eryka VI, z którym zaręczono ją w dzieciństwie z powodów dynastycznych. Zwracano uwagę na jej urodę i łagodność. Miała być matką 14 dzieci, z których większość zmarła wkrótce po porodzie. W 1318 r. po śmierci ostatniego dziecka, które wypadło jej z rąk podczas jazdy karetą, królowa wstąpiła do klasztoru klarysek w Roskilde, gdzie pozostała do śmierci. Decyzja królowej nie jest do końca jasna. Podejrzewa się, że mogła zostać oddalona przez męża lub zapaść na chorobę psychiczną, która uniemożliwiała jej pełnienie oficjalnych funkcji. W klasztorze królowa miała widzenia i ponoć przewidziała datę swojej własnej śmierci. Została pochowana wraz z mężem w kościele św. Benedykta w Ringsted.

## Potomstwo
Potomstwo królowej, o którym zachowały się informacje:
- Eryk  (zm. w dzieciństwie),
- Magnus  (zm. w dzieciństwie),
- Waldemar (zm. w dzieciństwie).